# Prolog (literatura)

Ilustrace ke hře Williama Shakespeara Romeo a Julie, I. dějství - Prolog.

Prolog (řecky πρόλογος prologos < πρό před + λόγος slovo, řeč) je úvodní část spisu, která má obvykle za úkol uvést drama. V širším smyslu se však používá pro předmluvu jakéhokoli druhu (podobně jako latinské praefatio [srovnej preface], česky zastarale předslov nebo proslov).

## Drama
- V řeckém attickém dramatu se postava hry, obvykle některé božstvo, objevila před zahájením samotné hry a z prázdného jeviště pronesla k publiku informace či prohlášení, pomocí něhož bylo možné samotné drama ocenit či pochopit. Význam prologu byl velmi výrazný, mohl mít dokonce podobu jakési povídky, na níž samotná hra navazovala. Prolog je zřejmě vynálezem Euripidovým, který jej používá jako vysvětlujícího prvního jednání.

- V římském dramatu (např. u Plauta) získává prolog ještě významnější místo než v dramatu attickém a mívá též básnickou formu. Podobnou básnickou formu má občas prolog (avšak výjimečně) v alžbětínské době, např. v díle Williama Shakespeara či Bena Jonsona.

## Legenda
- Prolog neboli synaxarion (synaxarium, synaxář) východní církve je liturgický sborník stručných životopisů světců, řazených podle kalendáře. Prolog vznikl ve slovanském písemnictví asi v polovině 12. století překladem synaxaria byzantského. V jednotlivých slovanských oblastech byly do tohoto základního prologu postupně zařazovány i životopisy místních svatých. Pokud v legendě prolog uváděl modlitbu, nazývá se Proložní legenda. V českém písemnictví je významná Proložní legenda o svaté Ludmile.[3]